# Tianlang Guan
Tianlang Guan (25 oktober 1998) is een golfer uit Guangzhou, China. In 2013 was hij als 14-jarige amateur de jongste speler die ooit aan de Masters meedeed.

## Masters 2013
Guan had in november 2012 op 14-jarige leeftijd als jongste deelnemer het Asia Pacific Amateur in Thailand gewonnen. De winnaar van dat toernooi wordt sinds 2010 uitgenodigd voor de Masters. Daar speelde hij een oefenronde met Tiger Woods en een dag later met Ben Crenshaw. Ronde 1 speelde hij met Crenshaw en Matteo Manassero, die in 2010 de jongste deelnemer aan de Masters was. Met een score van +1 was hij de beste van de zes amateurs. Ronde 2 speelde hij in 75, hetgeen hem een gedeeld 48ste plaats opleverde. Hij was de eerste speler ooit die in de Masters een strafslag kreeg voor te langzaam spelen. Hij won als beste amateur de zilveren trofee.

Na de Masters werd kreeg hij een invitatie voor vier toernooien op de PGA Tour, waar hij de cut haalde van het Zurich Open. Ook speelde hij twee rondes van het Hong Kong Open. Hij ging met zijn ouders een paar maanden naar Florida om op de IMG Academy te trainen. In 2013 en 2014 speelde hij al 20 professionele toernooien.

## Winnaar
- 2012: Mission Hills Junior Tour Grand Final, Asia-Pacific Amateur Championship
- 2014: Cadillac Championship in China[1], Thailand Golf Championship (29ste, beste amateur[2])

## Teams
- Eisenhower Trophy: 2012
- Nomura Cup: 2013

## Trivia
- TianLang is de zoon van Hanwen Guan en Hongyu Liu.
- Zijn naam wordt uitgesproken als Tin-Long, zijn vriendjes noemen hem Langly of Lang-Lang, uitgesproken als Long-Long.
- Andy Zhang was de jongste amateur die ooit een Major speelde toen hij in 2012 aan het US Open meedeed.